# اورخنیشچا
اورخنیشچا (به لاتین: Urkhnishcha) یک منطقهٔ مسکونی در روسیه است که در شهرستان داخادایفسکی واقع شده‌است.